# 广告狂人
《广告狂人》是由马修·维纳制作的一部美國历史時代電視連續劇。该剧于2007年7月19日首播于有線電視頻道AMC，由獅門制作。在2013年4月7日，广告狂人又续订了第六季。
《广告狂人》的时间背景是二十世纪六十年代，场景是在美国纽约市麦迪逊大道上一家名为斯特林库珀（Sterling Cooper）的广告公司。根据首播集，“广告狂人”（Mad Men）一词是由50年代一群工作在麦迪逊大道的广告人对自己的称号。片中主要讲述该公司的创意总监兼创始合伙人唐·德雷柏（乔·汉姆饰）的工作与生活，以及周边的人与事。同时也涉及到美国六十年代的社会风貌以及社会变迁。
此剧广受好评，更赢得诸多奖项，包括十五个艾美奖及四个金球奖。该剧是第一个也是迄今为止唯二基本频道电视剧获得艾美奖最佳电视剧，自2008年至2012年连续四年（2011年未播出）获得该奖。

## 制作

### 设想
2000年，时任电视剧《贝克尔》的特约撰稿人的时候，马修·维纳写了《烟雾迷蒙你的眼》的剧本，也就是后来广告狂人的首播集。2002年，当电视制片人大卫·钱思读了维纳的剧本后，将其收编为HBO系列剧《黑道家族》的编剧。  钱思认为维纳当时的剧本很新奇，给了读六十年代美国历史的一个新的角度"维纳把这个剧本放了7年，在这期间HBO和Showtime都没有对其感兴趣过，直到《黑道家族》放到了最终季，AMC才开始考虑拓展它的新剧集市场AMC的总裁艾德·卡罗尔表示，作为AMC的首部原创剧，《广告狂人》一定能吸引大众的目光。

### 前期制作
前两季的主要导演蒂姆·亨特认为《广告狂人》是一部运作良好的剧集。他表示：
在前期制作的时候他们已经开了很多次制作会议。剧本到的那天我们聚在一起探讨，马特开始给我们讲他是怎么设想这个剧的。接着又开了一次会来商讨这部剧的基调，马特又给我们讲了他的设想。后来开了最后一次会定下来了剧组的演员。

### 拍摄与制作设计
首播集是在纽约多个地方以及银杯工作室拍摄的，之后的剧集都是在洛杉矶中心摄影棚拍摄。《广告狂人》可以在AMC高清频道播放，同时多家有线电视运营网提供其视频点播。包括维纳在内的多名编剧，为了保证《广告狂人》的真实性做了大量研究，并在布景设计、服装设计以及道具等方面力争做到还原真实，此举也得到了广泛好评每一集的预算大概是两百到两百五十万美元，首播集的预算更是达到了300万美元。涉及到抽烟的镜头，维纳表示如果拍这部戏没有抽烟镜头那才是开玩笑。但根据加州法律，演员不能在工作场所抽烟，所以戏中的演员抽的都是草药烟。罗伯特·摩尔斯在剧中扮演高级合伙人伯特伦·库珀，摩尔斯在1967年的2部电影中扮演了无德商人，一个是电影《已婚男性指南》，其中的角色是维纳创作库珀这个角色的灵感，另一部电影《小人物平步青云》翻拍自1961年的百老汇同名话剧，摩尔斯在其中重新扮演了其在话剧中的角色（电影和话剧均是基于已关闭的纽约广告公司邦顿鲍尔斯的前高管写的小说改编的）。
维纳与摄影师菲尔·亚伯拉罕、艺术指导罗伯特·肖（肖参与了首播集的制作）以及丹·毕夏普一起制作出一个“更偏向于电影而不是电视”的视觉效果。《黑道家族》的一位资深导演艾伦·泰勒执导了《广告狂人》的首播集，同时也帮只建立了该剧的视觉基调。为了表现出唐·德雷柏周身的“神秘气息”，泰勒本打算只从他身后摄影或者把他一部分虚化。在斯特林库珀拍摄的部分的都是低于视野的视角拍摄的为的是把天花板也放进构图中，这样就能体现出当时的摄影、平面设计以及建筑了。艾伦觉得摄影机稳定器或者手提摄影机都不能很好的表现出那个时代的视觉语法，所以，场景基本都是推拉镜头拍摄。

### 资金
根据2011年米勒·塔巴克（Miller Tabak）公司刊登在巴伦周刊文章中的估计，獅門从AMC每集收到271万美元，比制作每集的成本284万美元稍少一些。
2011年3月，在电视网和电视剧创始人的交涉后，AMC决定续订《广告狂人》的第五季，并于2012年3月25日开始上映。据报道，维纳签了一个三千万的合同，这份合同使得他能再继续执掌三季。几个星期后，杂志刊登的对詹纽瑞·琼斯的采访中，注意到演员好像并未获得这种资金上的成功，琼斯表示他们并未得到太多薪金，另一方面，在做电视剧时，能得到稳定的收入也不错。
《广告狂人》预期七年的的剧集预计从家庭录像和iTunes中取得的收入相当于一亿元美元，再加上预计七十万美元每集的国际放映权收入，这还不包括预计710万到1000万美元的与Netflix2011年4月签订的流媒体计划的收入。

### 片头
片头是主创人员的姓名和一个动画同时出现，动画展现的是一个商人从一个四周都是广告海报、广告牌和摩天楼的地方掉下，伴随着RJD2T的器乐曲“A Beautiful Mine”。这个人是用黑白剪影的样子展现出来的。这个由 Imaginary Forces 公司制作的片头，是向索尔·巴斯为希区柯克的电影《西北偏北》创作的从高角度摩天大楼上跑下主创人员名字的片头和电影《迷魂记》中男人掉落的片头致敬。维纳指出希区柯克是该剧视觉风格形成的主要影响。大卫·卡邦纳为此剧创作了音乐。“广告狂人—原创音乐（第一卷）”于2009年1月13日上市。
2010年出版的一期《电视指南》，根据读者的票选结果，将《广告狂人》的片头排在“电视剧十佳片头”中的第九名。
几乎每集片尾，都是伴随着由此剧曲作家大卫·钱思创作的音乐黑场或是跳跃剪接，至少有一集是无声或环境音结束。有几集片尾伴随的是稍新的音乐或剧情声结束。披头士的歌曲“Tomorrow Never Knows”被授权用在了第五季的剧集《拉撒若夫人》中，同一首歌也曾被用为片尾。被披头士授权在电视剧中使用其歌曲是一个非常少见的事。狮门为使用这首歌曲支付了二十五万美元。鲍勃·迪伦的歌曲“Don't Think Twice, It's All Right”被用在了第一季的最后一集。

## 人物角色
《广告狂人》主要关注于唐·德雷柏，也通过表现1960年代的纽约展现了其他角色的群戏。《广告狂人》通过角色会议的方式揭示了角色们的过去。

### 主角
- 唐·德雷柏（英语：Don Draper）（乔·汉姆）：《广告狂人》中的主角。斯特林·库帕公司的创意总监兼初级合伙人，到了第四季，他成为斯特林·库帕·德雷柏·普赖斯公司的合伙人。他長相英俊，相當多情；喝酒成瘾、烟不离手，有着灰暗的过去，但在广告业有不错的成就。他娶了伊丽莎白·“贝蒂”·德雷柏，与她生了3个孩子。唐对贝蒂的不忠，以及唐对自己过去的透露导致了他们在第三季结尾的分居，最终离婚。[2][21]德雷柏的真实名字是理查德·“迪克”·惠特曼[22][23] 。朝鲜战争时，他顶替了战死的中尉唐·德雷柏的身份。德雷柏因此被送回故土，通过和德雷柏调换身分识别证，迪克逃离了他在农村传统的家。[24]
- 佩吉·奥尔森（英语：Peggy Olson）（伊丽莎白·莫斯）：奥尔森从德雷柏的秘书做到有自己办公室的文案[25]。她怀了皮特·坎贝尔的孩子，怀孕的过程，她、家人甚至同事都没有注意到，直到她因为身体虚弱被送到了急救室，医生们才告诉她，她即将临产[26]。直到第二季结尾，佩吉将孩子送去领养，坎贝尔才意识到她怀孕[27]。第三季中，达克·菲利普斯（英语：Duck Phillips）一直在说服佩吉离开斯特林·库帕，尽管他们达克的坚持促成了他们的恋爱关系，但佩吉仍旧拒绝他离开斯特林·库帕。达克并没有意识到唐也欣赏佩吉的能力，并劝说佩吉离开斯特林·库帕投奔斯特林·库帕·德雷柏·普赖斯。在那里，佩吉被赋予了更多使用她自己广告创意的自由。第五季中，佩吉越来越感到德雷柏对她的冷落，在《另一个女人》集中，佩吉离开了斯特林·库帕·德雷柏·普赖斯，接受了卡特勒·乔夫·格利森公司的邀请成为其首席文案。
- 皮特·坎贝尔（英语：Pete Campbell）（文森特·卡塞瑟）：一个来及老派有背景纽约家庭的年轻人，一个有雄心的客户主任。他曾尝试过用他所知道的有关迪克的信息敲诈唐·德雷柏，但没成功。他和唐亦敌亦友[24]。坎贝尔和他的妻子特鲁迪刚结婚的时候一直不能怀孕，他一直到第二季的结尾才知道了自己和奥尔森生有一个孩子。到了第三季，由于不满他在斯特林·库帕的待遇，他私下决定离开公司。唐并没有意识到这些，但仍邀请坎贝尔加入新的公司，只要坎贝尔能带去价值800万美元的客户。坎贝尔要求只有在他成为合伙人的情况下，才加入（尽管他的名字并没有出现在公司的名字中）。坎贝尔是仅有的几个不抽烟的角色之一。他在很多方面都很敬重唐。坎贝尔经常背着他的妻子偷情。
- 贝蒂·德雷柏（英语：Betty Draper）（詹纽瑞·琼斯）：唐·德雷柏的前妻，与唐育有三个孩子：莎莉、鲍比和尤金·史考特。贝蒂在费城的艾金公园市长大，毕业于布林茅尔学院，她与唐在曼哈顿相识之后不久就与其结婚了。剧集开始的时候，他们已经结婚七年了（1953年—1960年），并住在纽约州的奥西宁（英语：Ossining (town)）。在前两季中，贝蒂逐渐意识到她老公的劈腿[2]。在短暂的分居之后，当意识到一夜情之后自己怀孕了，贝蒂允许唐搬回了家[27]。第三季的结尾，也就是1963年12月，在决定与唐离婚之后，贝蒂去了内华达州州的里诺。在第四季开始时，即1964年的11月，贝蒂与唐离了婚，嫁给了亨利·弗兰西斯（英语：List of Mad Men characters#Henry Francis）[28]。她和孩子们还有她的新丈夫搬到了纽约的拉伊市。贝蒂与孩子们的关系，特别是与莎莉的，一直都很紧张。
- 琼·哈里斯（英语：Joan Holloway）（克莉絲汀娜·韓翠克絲）：办公室经理兼斯特林·库帕公司秘书室的头。在罗杰·斯特林被两次心脏病击倒前，琼一直与其保持着肉体关系。第二季中，她与格雷格·哈里斯医生订婚，到了第三季，他们成婚，格雷格要求琼辞掉斯特林·库帕的工作。作为外科医生的格雷格遇到了工作上的问题，他迫使琼回到百货公司上班，还让其打电话给罗杰来找回工作，他们的婚姻因此遭遇了危机。由于她卓越的管理水平，她又回到唐、罗杰、伯特、雷恩组建的公司上班，同时，格雷格为了继续自己的职业生涯，选择了到军队服役。第四季中，他被送去参加基础训练，接下来又被送到越南战争的战场。在格雷格被派出后，琼与罗杰又发生了肉体关系，这次关系使得琼怀孕。琼一开始打算把孩子做掉，但在第五季开始前又改变想法将孩子生了下来，而此时格雷格仍没意识到自己并非孩子的父亲。格雷格在第五季时从越南回来，但他和琼在分居一段时间后，在第五季的结尾离了婚。在第五季尾声，琼成为了斯特林·库帕·德雷柏·普赖斯的合伙人之一。
- 罗杰·斯特林（英语：Roger Sterling）（约翰·斯拉特里)：第一季中出现过几回，第二季中成为常规角色之一：他是斯特林·库帕的合伙人之一并且一度成为唐的导师。他的父亲和伯特伦·库帕成立了斯特林·库帕公司，因此他的姓排在库帕的名字之前。库帕办公室中有一幅还是孩子的罗杰和青年时代的库帕的合影。第二季中，伯特伦·库帕在提到已故的斯特林夫人时引出罗杰正和他的妻子莫娜办理离婚手续以便娶他之前的22岁的秘书简[25]。斯特林是第二次世界大战海军退伍士兵，风流成性臭名昭著[29])，直到两次心脏病发改变了他的想法，尽管心脏病并没有改变他喝酒和抽烟的习惯。在他与简结婚之前，他和琼一直保持着长期的地下恋情。第四季中，他与琼的一次短暂浪漫相遇时的琼怀孕。第三季中提到50年代中期，罗杰遇到唐的时候，唐还是皮毛制品销售人员正努力想踏进广告界，正式这次相遇使得唐得到了雇佣。第四季开始，和在斯特林·库帕时相比，罗杰越来越少的参与斯特林·库帕·德雷柏·普赖斯公司的日常经营了，他主要负责占了公司一半业务收入的客户好彩烟（英语：Lucky Strike），但在《防火墙》这集中展现了好彩烟想要将他们的业务转移到斯特林·库帕·德雷柏·普赖斯的主要竞争对手处，这也导致了公司戏剧化裁员的开始。
- 雷恩·普赖斯（英语：Lane Pryce）(杰瑞德·哈里斯)：第三季中出现过几回，第四季和第五季中成为常规角色之一：这个来自英国的财务总监是斯特林·库帕的英国母公司派来的。他一开始出现在第三季的第一集中。他的角色是一个严格的建工，他将成本控制的很严格，特别是在削减无谓支出方面。他的努力非常成功以致他被派到印度去指定削减成本的措施，但在他的孩子和妻子都在纽约定居后，普赖斯并不想去印度。一次不幸的事故使得普赖斯失去了印度的职位，但得以保住了现在的职位。普赖斯对美国文化很感兴趣，在他对美国种族关系的观察中预见了文化与社会的变革。当帕特南·鲍威尔·劳氏公司被变卖后，他意识到自己成为了牺牲品，在与雷·德雷柏、罗杰·斯特林和伯特伦·库帕交涉后，成为了新公司的创始合伙人之一。他将所有要去新公司的员工（包括他自己）辞退，使得竞业禁止条款无效以方便他们创办新的公司。为了成为新公司的合伙人之一，普赖斯将其投资的证券平仓，所以在组建新公司的过程中他一直资金困难。在英国税务局要求其交税的时候，他遭遇了经济危机，为了还清欠债，普赖斯以公司的名义偷偷的商议了五万美元的信用额度并向其他斯特林·库帕·德雷柏·普赖斯的合伙人宣称公司有5万美元的利润并且有能力颁发奖金。为了预支奖金，普赖斯伪造了德雷柏的签名提早开出了奖金支票给自己，并将其看成是一个13天的借款。然而在普赖斯的恳求下，其余的合伙人还是决定放弃他们的奖金。第五季的第二集，库帕发现了付讫支票并与德雷柏对质，德雷柏转而与普赖斯对质并要求其辞职。同一周，普赖斯打好了他的辞职信，并在办公室中悬梁自杀了。
- 伯特伦·库帕（罗伯特·莫尔斯（英语：Robert Morse））：昵称伯特。第一季与第二季中的出现过几回，第三季的常规角色之一：斯特林·库帕的古怪资深合伙人，他将日常经营事务交给了斯特林和德雷柏，但又对公司的经营管理异常警悟。伯特伦是一名共和党，他着迷于日本文化，要求每个人（包括客户）在进入他的办公室时脱鞋。他是艾茵·兰德作品的爱好者并在私下认识她。在他众多的怪癖中，伯特经常穿着他的袜子穿梭于办公室中并且极不喜欢口香糖和香烟（在那个时代极度讨厌香烟是很少见的，更何况好彩烟是他们的主要客户之一）。他在蒙大拿州拥有一个大农场，并且是个没有孩子的鳏夫。唐在第三季结尾时一直在和他提起将公司买回的事宜，这也直接导致了他们成立新公司。第四季时，唐和佩吉偶然间发现了罗杰·斯特林的磁带录音回忆录并了解到伯特战时在腹股沟处受过伤，并被一个误割去了男性生殖器。第四季结尾的“Blowing Smoke”这集中，公司失去好彩烟这个客户后不得已开始裁员，伯特告诉其他人他将隐退，这季的剩下几集中他都没有出现，但在第五季开始时他又回到了办公室。伯特对领导者有自己独到的见解。第七季中，当唐·德雷柏由于在好时巧克力的客户会议上诉说自己的悲惨童年经历而损害了公司形象及名誉被其他合伙人要求引咎辞职时，伯特选择支持唐·德雷柏。伯特死于第七季"Waterloo"。

## 反响

### 评分
2007年7月19日晚上10点的首映收视率高过了AMC以往的任何原创剧。首映的观众有90万人。第一季首播集的收视率要高于高度宣传过的第二季首播集两倍多。第二季第二集的收视率下跌是由于一些负面的电视评论引起的。

### 獲獎
2013年，《电视指南》杂志将其评为“有史以来最伟大的60部电视剧”中的第十七。
2016年，《滾石雜誌》將其命名為「有史以來最偉大的100部電視節目」中第4位。同年，《帝國雜誌》將其列入「有史以來最好的50齣電視節目」中排名第十六位 
2019年，英國《衛報》將其列入21世紀最偉大的100部電視劇集名單第三名。
2014美國電影學會獎 - 年度電視節目獎

## 阅读书单
纽约公共图书馆已经编译了几个《广告狂人》的阅读书单。
“《广告狂人》阅读书单”是由炮台公园分馆编译的，书单中包括剧中提到的书，有一些是“是在剧中特别提到有重要意义的，另一些是之前提到过的”。2010年9月13日，纽约公共图书馆的博客刊登了介绍这个书单的博文：“这些书目可以让读者对该剧有更深的认识，还能了解剧集设定的文化和社会背景。比如服装设计，文学选择给这个剧集的真实性加了不少分。读读这些文学作品可以在等待新一集播出的过程中增长不少见识。”可以通过在纽约公共图书馆的官方网站上搜索英文的“广告狂人”“阅读”（#MadMen #Reading）或直接搜索炮台公园Twitter账号 （页面存档备份，存于）。
2012年2月27日，纽约公共图书馆的博客更新了《广告狂人》的阅读书单并且封箱了一些其他文章的链接，并配以介绍：莎莉·德雷柏阅读清单（包含了一个与《广告狂人》相关的Tumblr账号），格伦主教阅读清单，《广告狂人》谜题揭开博客以及纽约公共图书馆的博主比利·帕罗特在Bibliocommons上的的《广告狂人》和莎莉·德雷柏阅读清单。

## 外部連結
- 官方网站
- 互联网电影数据库（IMDb）上《广告狂人》的资料（英文）
- 爛番茄上《广告狂人》的資料（英文）
- Mad Men （页面存档备份，存于） on Emmys.com
- 广告狂人 在电视指南
- Seeing History in Mad Men （页面存档备份，存于）, an interactive timeline as of 2010 by The New York Times